# Castelo de Chateauneuf-du-Pape

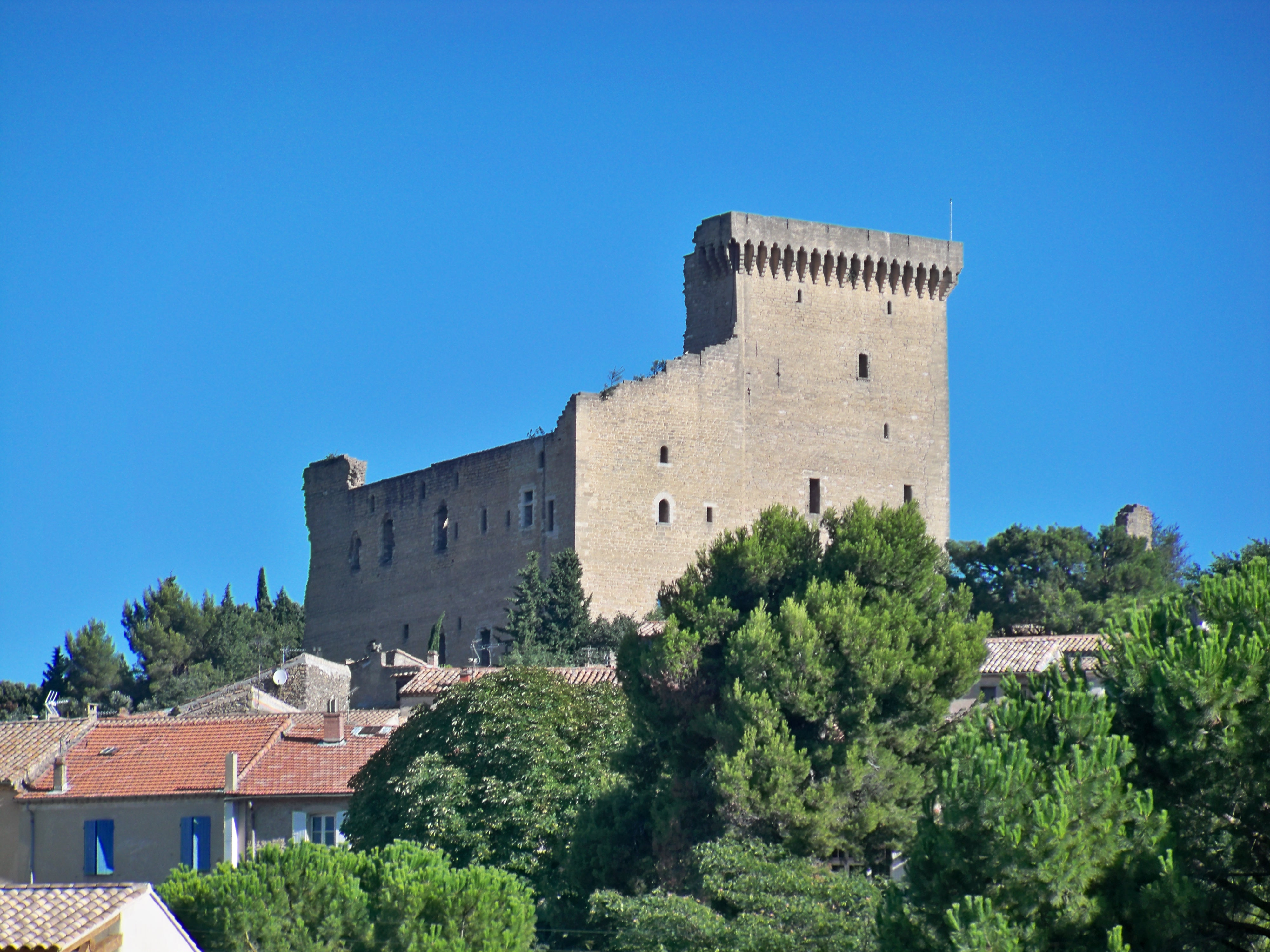
Castelo de Chateauneuf du Pape

O Castelo de Chateauneuf-du-Pape (em francês: Château de Chateauneuf-du-Pape) domina a aldeia e as outras localidades, desde 800 anos. Sua ligação com o Papado de Avinhão fortemente marcada Châteauneuf-du-Pape e viticultura região. O castelo é um Monumento histórico da França desde o dia 25 de maio de 1892.

## O edifício

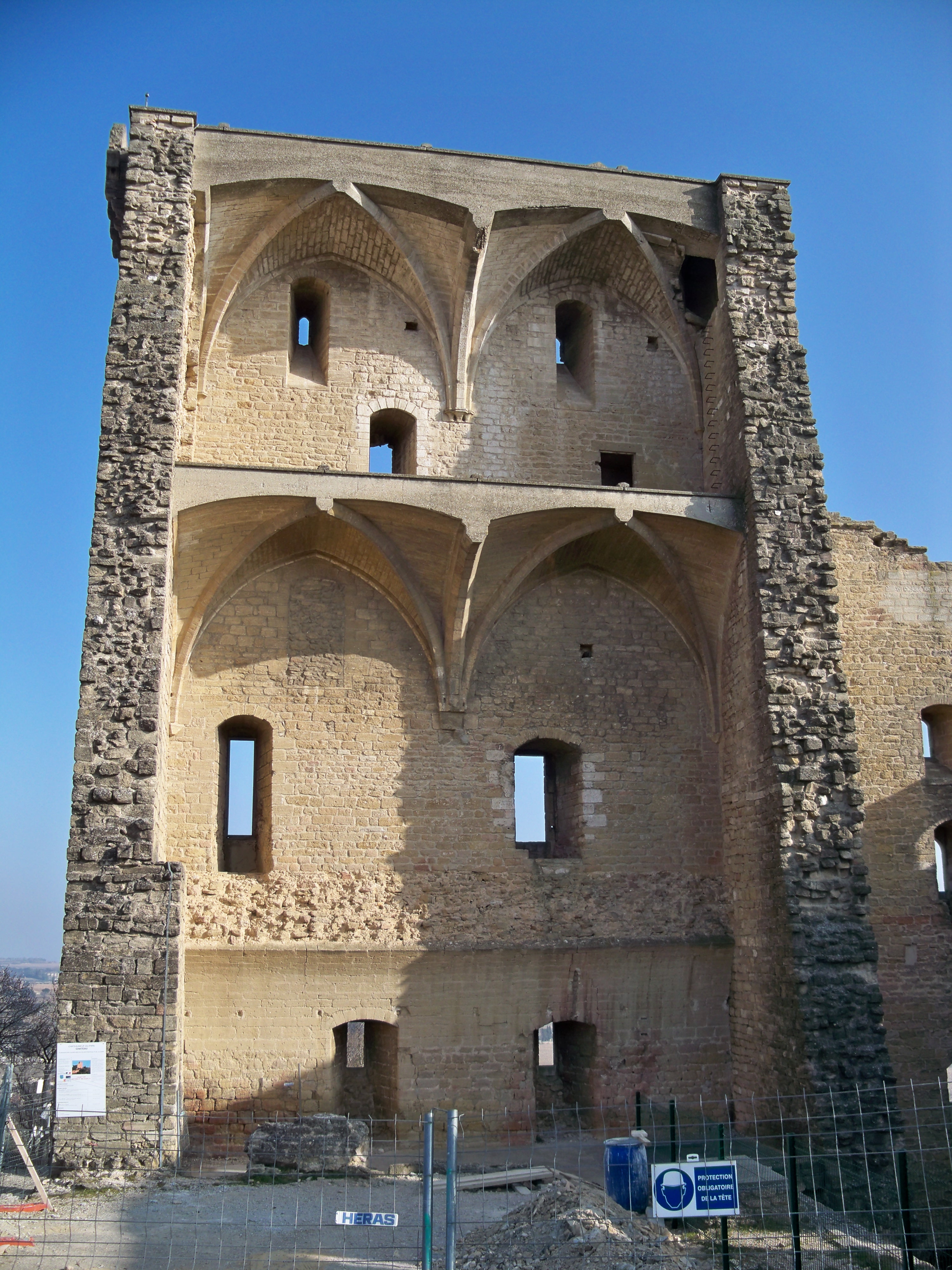
Costelas de interseção da masmorra

O castelo de três andares, incluiu um grande edifício principal, com quatro torres. O andar térreo foi composta três grandes salas de jantar, uma sala de estar ou Papa despensa. O primeiro andar, reservada para a vida oficial, também teve um quarto grande, o salão cerimonial, onde todas as festividades estavam acontecendo, o segundo andar abrigava os aposentos privados do Papa
A construção do castelo data corresponde ao período em que um Rhone gótica é o resultado de uma primeira síntese da arte gótica no norte da França e da Provence tradicional românica e Languedoc. Foi feita entre 1319 e 1326. A nova arte gótica surgiu quando João XXII em Avinhão foi adicionado em 1316 e 1317, duas capelas Catedral de Notre-Dame-des-Doms, em seguida, durante a reparação de Colegiada de São Agricola de Avinhão em 1321.
No trabalho inicial, Hugues de Patras direção Estaleiro e é responsável por alocar os salários dos trabalhadores. Ele deixa o controle do projeto, em 1319, de Raimundo Ebrard, que ostenta o título de Squire Papa, continuando a cobrar recrutador e pagando de trabalho

## A Pontifícia vinha

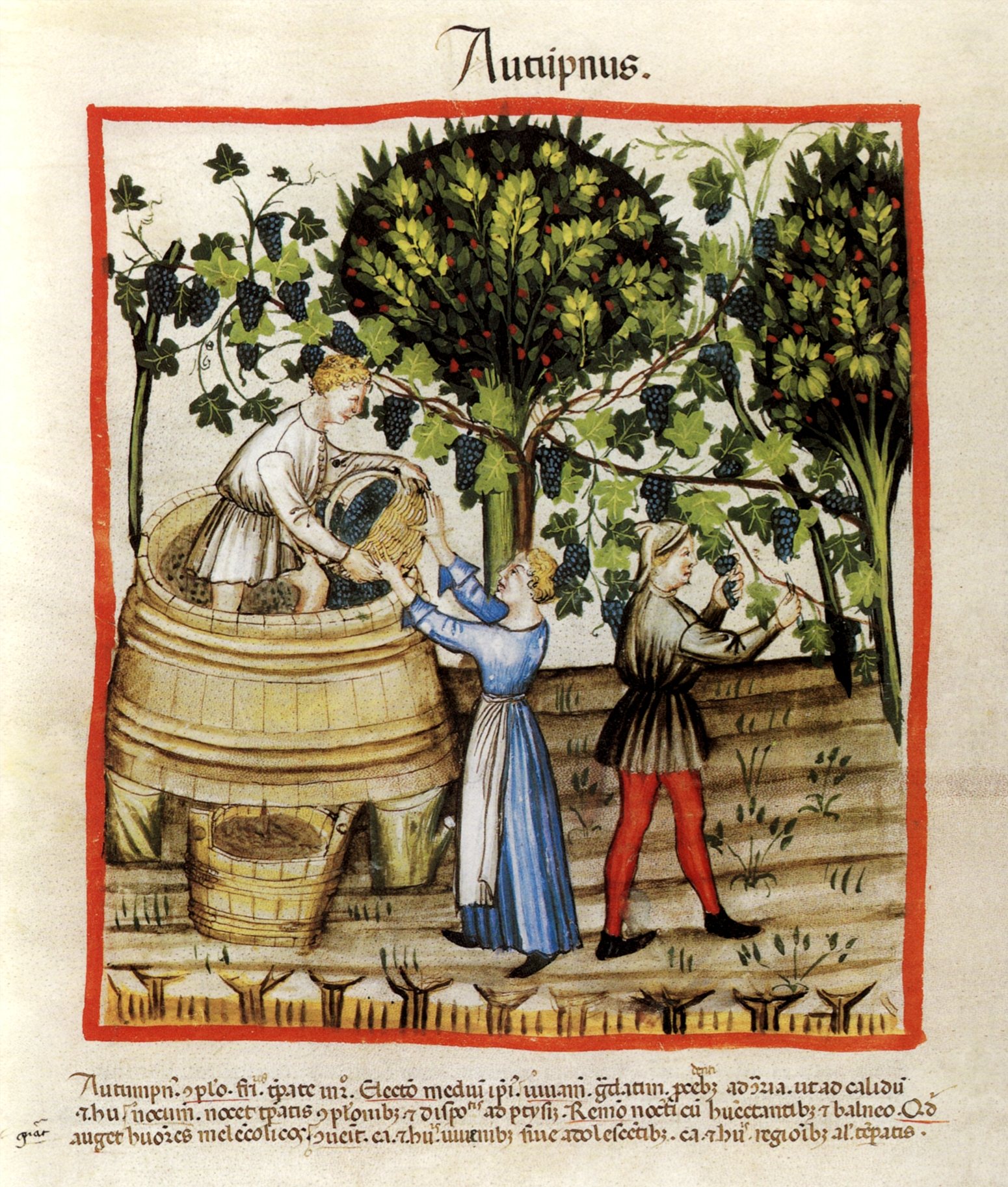
Colheita em hautain no século XIV

João XXII trouxe com ele enólogos Cahors. Eles começaram a cultura uvas, que permitiu o desenvolvimento de vinhedos de Châteauneuf-du-Pape. Os primeiros anos, ele fornece apenas quatro e seis barris de vinho por papalin ano. Três anos depois, João XXII poderia compartilhar sua cultura com o seu sobrinho Jacques Via, cardeal-bispo de Avignon. Os especialistas calculam que a vinha foi, então, papal em seguida, cobrir oito hectares. Ele vai esticar na caneta para cobrir 10 hectares.
A vinha do papa não era a única a produzir. A coletor do século XIV feudal atesta que em 1334, o mais velho de seu terroir. Soube-se que a vinha depois cobriu pelo menos 285 hectares.

## O recinto dos Papas

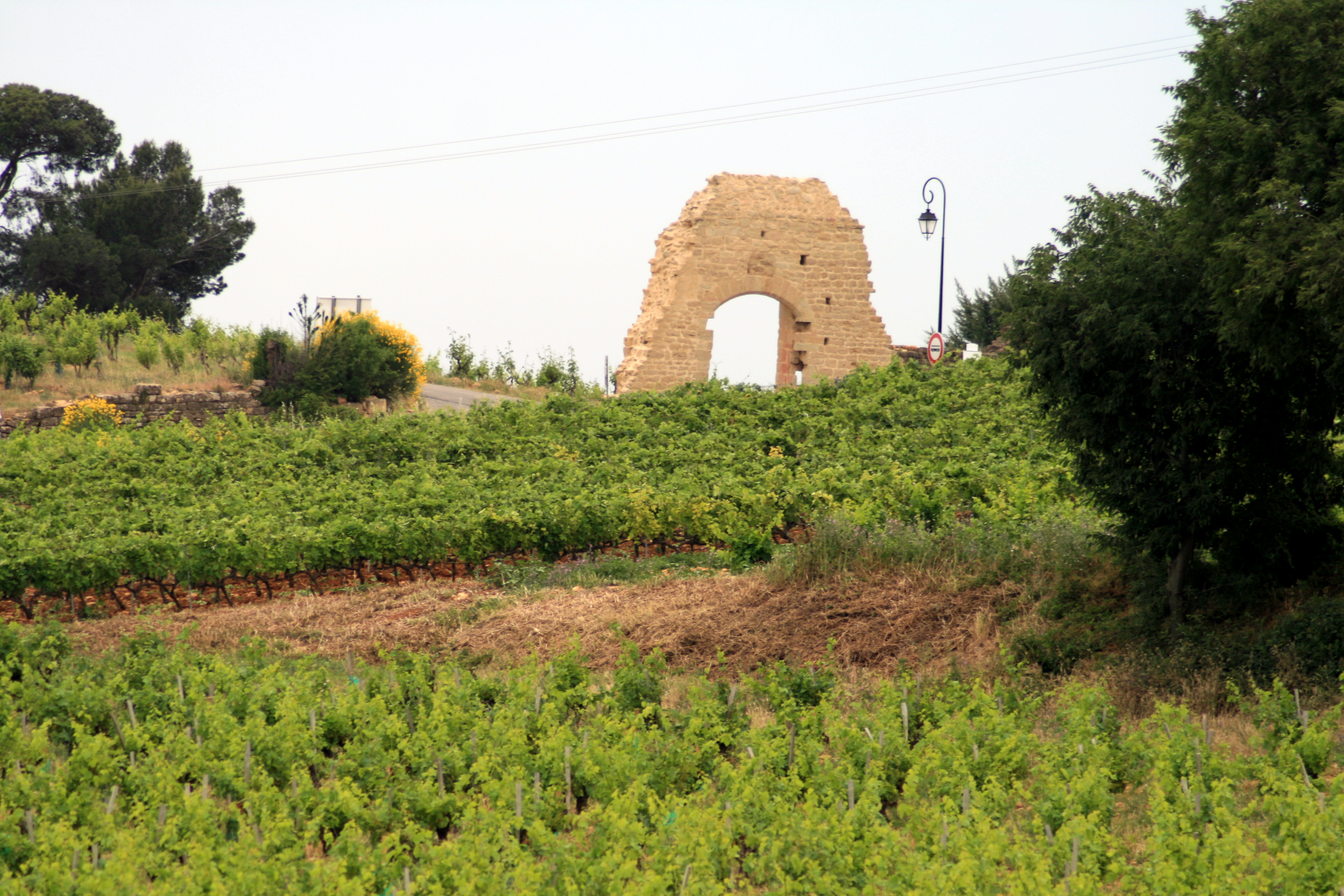
A entrada para o recinto dos Papas

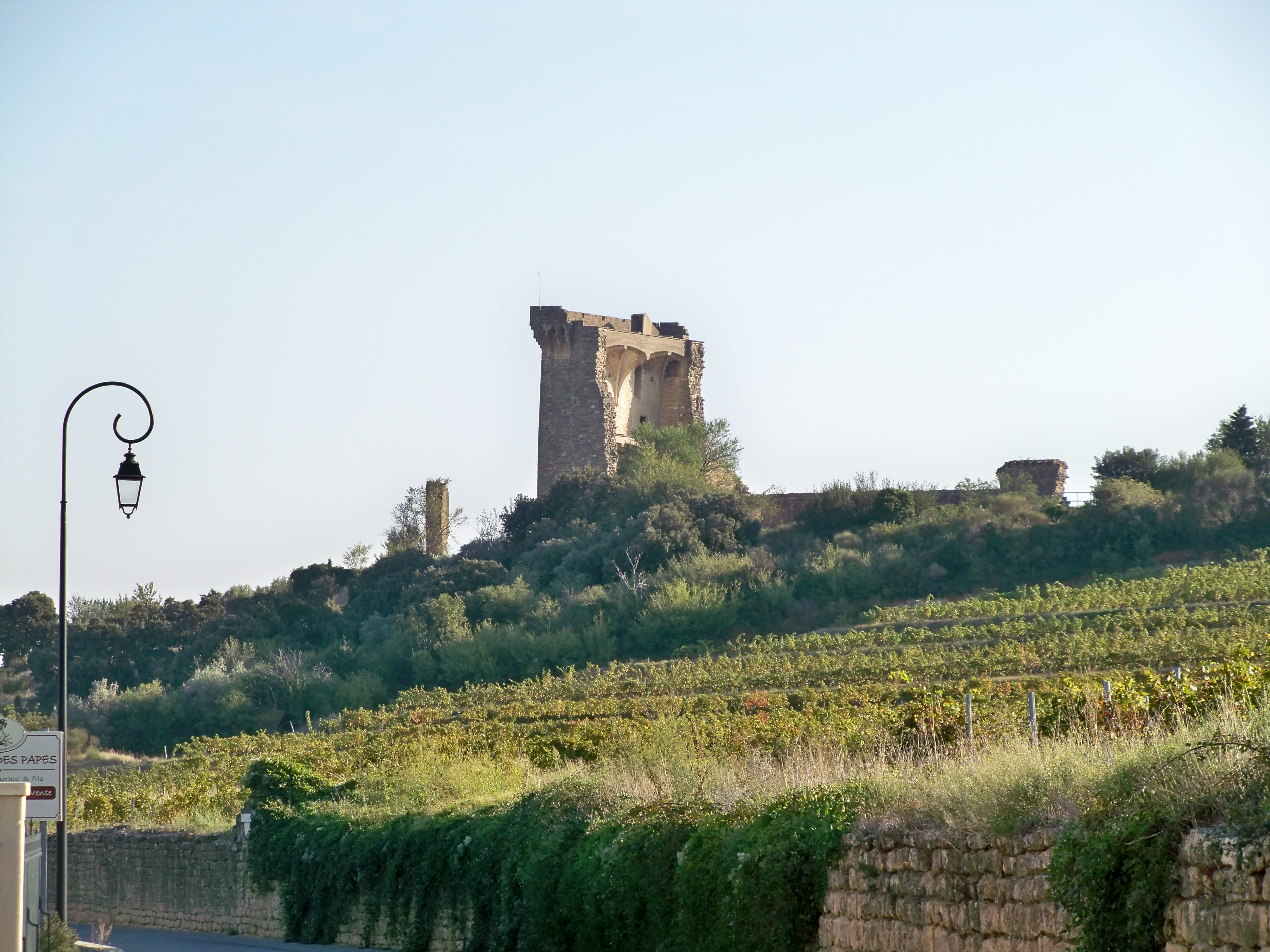
Recinto dos Papas

A residência de verão de João XXII foi cercado por 25 hectares de vinhas e olivais. Ele ainda é cultivada em vinhedos. Parte desta vinha foi detida por gerações da família, em abril. Este domínio chamado Clos des Papes estende para fora do recinto de 25 diferentes lotes de terra de Châteauneif-du-Pape. E em 2005 os Clos des Papes 2005 classificado como melhor vinho tinto do mundo pela revista americana Wine Spectator.
Variedade de terroirs, as condições climáticas ideais do vintage e um vinho élébore talentosa família por pelo menos 400 anos. No entanto, os 50 melhores classificados encontram-se quatro Châteauneuf-du-papas e Vacqueyras desenvolvido Châteauneuf-du-Pape, o que não falta